# Otočje Chelbacheb
Otočje Chelbacheb (en.: Rock Islands, tj. „Kameniti otoci”) je otočje u Oceaniji koji pripada Palauu, otočju u zapadnom Tihom oceanu. Čini ga skupina od 445 vapnenačkih otoka i otočića između otoka Koror i Peleliu na jugu Palaua, država Koror. Oni su zapravo drevno koraljno grebenje nastalo na vulkanskim vrhovima koji su se silovito uzdigli iznad mora tvoreći veliku južnu lagunu države Palau. Ovi otoci imaju ukupnu površinu od 1002 km², uključujući 47 km² kopna, i najvišu visinu od 207 m.
Zbog jedinstvenih ekosustava morskih jezera, ali i zbog toga što ovi napušteni otoci predstavljaju izvanredan primjer života malih otočnih zajednica ovisnih o moru koji je trajao skoro 3000 godina, otočje Chelbacheb je 2012. godine upisano na UNESCO-ov popis mjesta svjetske baštine u Australiji i Oceaniji.

## Prirodne odlike
Najveći otoci Chelbacheba su: Ngeruktabel, Ulong i Eil Malk (Mecherchar); dok su ostali znameniti otoci: Ngeteklou (Gologugeul), Bukrrairong (Kamori), Tlutkaraguis (Adorius), Ongael, Ngebedangel (Ngobasangel), Bablomekang (Abappaomogan), Ngerukeuid (Orukuizu), i dr.
Otočje je uglavnom nenastanjeno i postalo je slavno po svojim neobičnim klobučastim oblikom otočića, nedirnutim plažama i tirkiznim lagunama okruženima koraljnim grebenjem. Ove lagune predstavljaju raznolika staništa, od kojih je najpoznatije tzv. „Jezero meduza” (Ongeim'l Tketau), u kojima obitava 385 vrsta koralja, veliki broj bezopasnih meduza, dugonga i najmanje 13 vrsta morskih pasa, dok na kopnu uspjeva veliki broj biljnih vrsta i gnijezde se mnoge morske ptice.
Kompleksni ekosustavi otočja Chelbacheb predstavljaju najveću koncentraciju morskih jezera (koja su odvojena od otvorenog mora kopnenim pregradama) na svijetu, njih 52, koja su također i raznolikog stupnja geološkog i ekološkog razvoja, od jezera povezanih s morem do potpuno odvojenih jezera jedinstvenog sastava u kojima se javlja veliki broj endemičnih vrsta. Naime, ova jezera predstavljaju izvanredan primjer kako su se razvili pomorski ekosustavi i zajednice koji se mogu proučavati poput „prirodnih laboratorija” evolucije i specijacija vrsta.
Sveukupno, u ovom području obitava sva ugrožena megafauna Palaua, 746 vrsta riba, preko 385 vrsta koralja, najmanje 13 vrsta morskih pasa i manti, 7 vrsta divovskih školjki i endemske vrste nautilus, dok u šumama obitavaju endemske ptice, sisavci, žmije i gotovo polovica svih endemskih biljaka Palaua.
- Otok Mecherchar
- Jezero meduza na otoku Mecherchar iz zraka
- Jedan od mnogih stijena Chelbacheba
- Ronilac i meduza u „Njemačkom kanalu”

## Kulturne odlike
Na skupinama otoka Ulong i Negmelis, te na druga tri otoka (Ngeruktabel, Ngeanges i Chomedokl), pronađeni su arheološki ostaci i prapovijesne umjetnine stare do 5.000 godina. Ljudi su živjeli u špiljama koje su oslikavali i u kojima su se pokapali, i ukojima su povremeno stanovali punih 2500 godina, počevši od oko 3100. pr. Kr. Stalna kamena naselja na otočju Chelbacheb su nastala prije 950, tj. 500 godina, i korištena su sve do napuštanja u 17. i 18. stoljeću, kada se stanovništvo preselilo na veće otoke. Oni su u nekim selima ostavili velike kamene zidine, terase i kuće na platformama, što svjedoči o skladnom životu s obalnim okolišem, ali i napuštanju nakon klimatskih promjena kada se način života promijenio. Stanovništvo Palaua koje je podrijetlom s ovih otoka još uvijek njeguje vezu s otočjem putem oralnih predaja u kojima su zabilježena imena otoka i obala Chelbacheb u narodnim legendama, mitovima, plesovima i pripovijetkama.

## Vanjske poveznice
- Island Directory  Arhivirana inačica izvorne stranice od 4. veljače 2012. (Wayback Machine)
- Karta Mecherchara (Eil Malk) (engl.)